# Moscow (Maryland)
Moscow es un lugar designado por el censo ubicado en el condado de Allegany en el estado estadounidense de Maryland. En el Censo de 2010 tenía una población de 240 habitantes y una densidad poblacional de 554,88 personas por km².

## Geografía
Moscow se encuentra ubicado en las coordenadas 39°32′42″N 79°0′20″O / 39.54500, -79.00556. Según la Oficina del Censo de los Estados Unidos, Moscow tiene una superficie total de 0.43 km², de la cual 0.42 km² corresponden a tierra firme y (2.99%) 0.01 km² es agua.

## Demografía
Según el censo de 2010, había 240 personas residiendo en Moscow. La densidad de población era de 554,88 hab./km². De los 240 habitantes, Moscow estaba compuesto por el 100% blancos, el 0% eran afroamericanos, el 0% eran amerindios, el 0% eran asiáticos, el 0% eran isleños del Pacífico, el 0% eran de otras razas y el 0% pertenecían a dos o más razas. Del total de la población el 0% eran hispanos o latinos de cualquier raza.